# Pieter Collen
Pieter Collen (ur. 20 czerwca 1980 w Gandawie) – piłkarz belgijski grający na pozycji prawego obrońcy.

## Kariera klubowa
Collen pochodzi z Gandawy i jest wychowankiem tamtejszego klubu KAA Gent. W 1997 roku został włączony do kadry pierwszego zespołu, a 11 kwietnia 1998 roku zadebiutował w Eerste Klasse meczem z Eenderachtem Aalst (0:0). W Gent grał przez 2 lata i w 2000 roku za 675 tysięcy euro został sprzedany do SBV Vitesse. Doznał jednak kontuzji i w rundzie jesiennej ani razu nie pojawił się na boisku w barwach Vitesse, a zimą został sprzedany do NEC Nijmegen. W NEC Collen spędził półtora sezonu i spisywał się na tyle udanie, że zainteresowano się nim w Rotterdamie i latem 2001 włodarze tamtejszego Feyenoordu wyłożyli za niego 2,2 miliona euro. W barwach nowego klubu zadebiutował 14 października w wygranym 1:0 meczu z FC Groningen. Nie zyskał jednak uznania w oczach trenera Berta van Marwijka i ledwie 4 razy pojawił się na boisku w lidze oraz miał mały udział w wywalczeniu Pucharu UEFA.
Zimą 2003 niemający miejsca w składzie Collen został wypożyczony do NAC Breda. Zagrał tylko jeden mecz, po sezonie wrócił do Rotterdamu, jednak znów został wypożyczony do NAC, ale tym razem w zespole z Bredy spędził 2 lata i grał w podstawowej jedenastce. W sezonie 2004/2005 osiągnął już na tyle dobrą formę, że wrócił na stałe do Feyenoordu, ale w sezonie 2005/2006 zagrał jednak tylko 8-krotnie. Od początku sezonu 2006/2007 także był tylko rezerwowym, gdyż miejsce na prawej obronie zagwarantowane miał Serginho Greene. Od tego czasu do końca 2007 roku Collen rozegrał zaledwie 2 spotkania.
W 2008 roku Collen wrócił do Belgii i został zawodnikiem Sint-Truidense VV. W 2010 Collen był zawodnikiem australijskiego klubu Brisbane Roar.

## Kariera reprezentacyjna
W reprezentacji Belgii Collen zadebiutował 11 maja 2006 w wygranym 2:1 towarzyskim meczu z Arabią Saudyjską. Wystąpił także w meczu eliminacyjnym do Euro 2008 z Armenią (1:0).